# Favia rotundata
Espèce
Statut CITES
Favia rotundata est une espèce de coraux appartenant à la famille des Faviidae. Selon WoRMS, cette espèce n'est pas valide et correspond à Favites rotundata Veron, Pichon & Wijsman-Best, 1977.